# Suthepia inermis
Suthepia inermis — вид павукоподібних з ряду косариків (Opiliones), єдиний у родині Suthepiidae. Описаний у 2020 році.

## Поширення
Вид поширений у тропічних дощових лісах Таїланду. Єдині відомі екземпляри були знайдені в підстилці кількох лісистих гірських масивів на півночі країни на висоті від 450 м до 1400 м.

## Опис
Невеликий вид з довжиною тіла менше двох мм. Поверхня тіла самців і самок досить гладка, без помітних горбків, шипів або щетинок.